# Paulo Zimbres

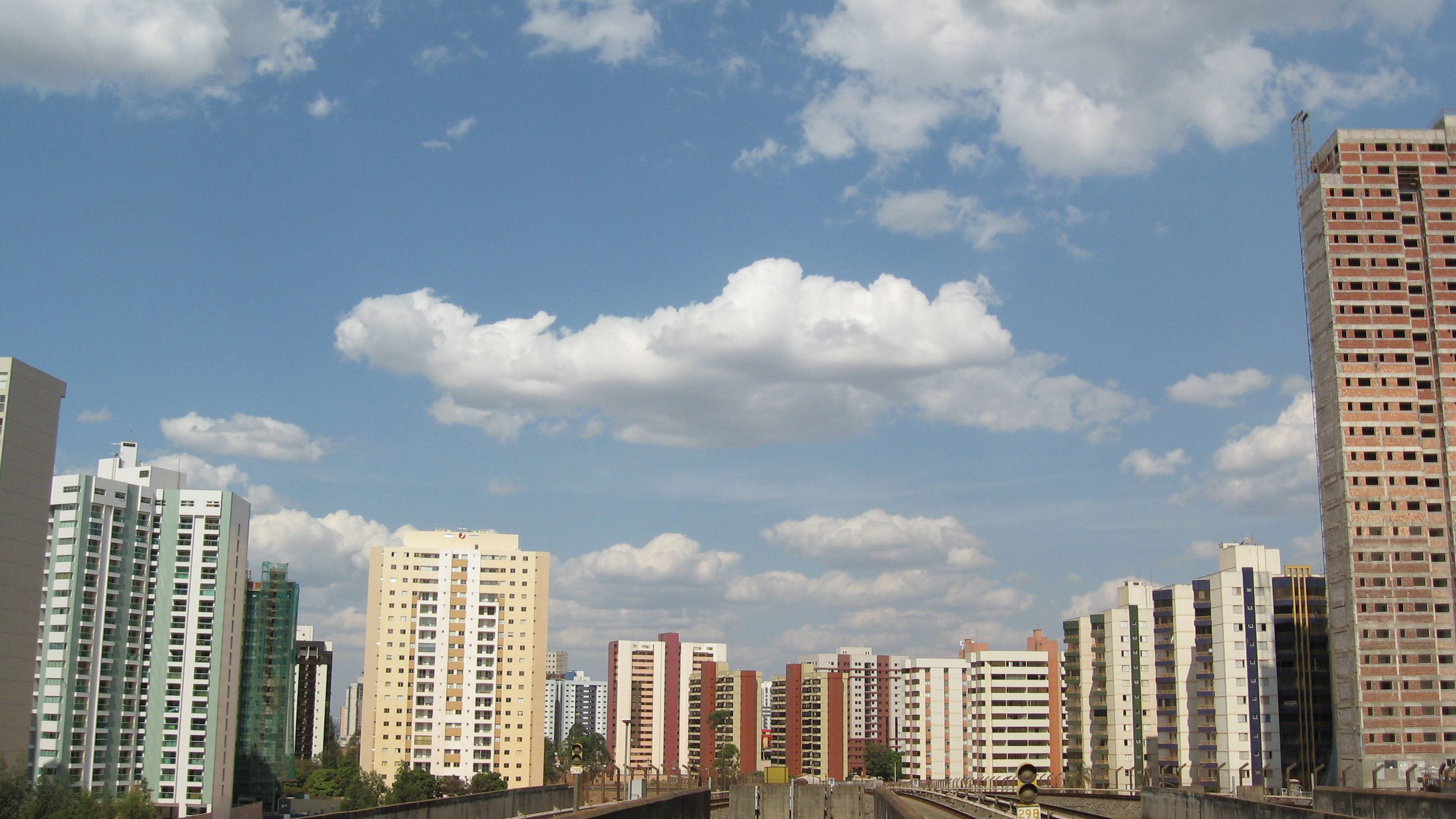
Vista parcial de Águas Claras, vista da estação de metrô

Paulo Zimbres (Ouro Preto, 6 de janeiro de 1933 - Brasília, 3 de junho de 2019) foi um arquiteto, urbanista e professor brasileiro, criador de diversos projetos, como o projeto urbano de Águas Claras, no Distrito Federal.
É também de autoria de Paulo o projeto para a ocupação do Setor Noroeste, intervenção no plano piloto de Brasília de Lúcio Costa.
Formado pela Faculdade de Arquitetura e Urbanismo da Universidade de São Paulo em 1960 e radicado em Brasília há vários anos, Paulo Zimbres integrou a geração de arquitetos brasileiros que elegeram o concreto como o material por excelência da linguagem moderna.
Aberto a outras opções, Zimbres mantinha viva a relação com o concreto. “Fomos criados assim, entendendo seu uso não só como elemento estrutural, mas como linguagem arquitetônica”, declarou, reiterando ainda: “Se quero fazer pilotis, volumes em balanço ou estruturas em curva, então prefiro o concreto”.
Essa escolha, presente nas obras iniciais como o prédio da Reitoria da Universidade de Brasília, de 1975, possibilitou a execução desse edifício sobre pilotis, acessível por todos os lados. São dois blocos retangulares contrapostos, interligados por rampas, e recobertos por uma laje nervurada. No interior, um jardim sombreado, com espelho d’água, é protegido por uma grelha de concreto no teto. Desse espaço vê-se o auditório, suspenso por tirantes fixados à cobertura.
Os prédios escolares têm lugar de destaque no currículo do arquiteto. Em 1991, projetou, com Luís Antônio Reis, duas bibliotecas gêmeas, em campi diferentes da Universidade Federal de Uberlândia. Dentro, a amplidão e claridade dos espaços deve-se ao pé-direito triplo e à cobertura em malha de concreto nervurada, entremeada por clarabóias. Por fora, o edifício assemelha-se a um bloco rendilhado (como um brise cerâmico), sobre pilotis.
Em um projeto de instituição de ensino em São Bernardo do Campo, em São Paulo, utilizou pela primeira vez os pré-fabricados de concreto. Executado em três meses, o projeto do Instituto Metodista contou com o apoio do engenheiro estrutural Cláudio Puga na definição das melhores soluções técnicas. No projeto, Zimbres optou por explicitar o sistema construtivo adotado, deixando aparentes juntas e outros elementos construtivos.